# 椎名健
椎名 健（しいな　けん、1941年-　）は、日本の心理学者。筑波大学名誉教授。
千葉県生まれ。1965年千葉大学文理学部人文学科心理学専攻卒業後、東京教育大学大学院博士課程中退、ペンシルバニア州立大学に学ぶ。鳥取大学教養部助教授、教育学部教授、図書館情報大学教授、筑波大学図書館情報メディア研究科教授、2007年定年退官、名誉教授、文教大学教授。2012年退職。日本錯視コンテスト審査員。専門は知覚・実験心理学。

## 著書
- 『男四十は伸びざかり 経験・専門を生かした能力開発法』ごま書房 フロムフォーティズ 1991
- 『錯覚の心理学』講談社現代新書 1995
- 『四十歳からの生き方 人生の折り返し点を、豊かで実り多くするには』ごま書房 ゴマブックス 1995
- 『人はなぜ嘘をつくのか だます心理・だまされる心理』ごま書房 ゴマブックス 1996

### 共編著・監修
- 『心理学スタディ・ガイド』福富護共著 ブレーン出版 1977
- 『心理学パッケージ 不思議な世界・心の世界』小川捷之共編著 ブレーン出版 1983
- 『心理学パッケージ』part 2-6 小川捷之共編著 ブレーン出版 1983-89
- 『男と女らしさの研究』編 ブレーン出版 キャンパス∞ メンタル・ジョギング・メニュー　1984
- 『交遊術あ・ら・もーど』編 ブレーン出版 キャンパス∞ メンタル・ジョギング・メニュー　1984
- 『からだと心の健康百科 ウェルネスとシェイプアップ』編著 講談社現代新書 1998
- 『だまし絵・錯視大事典』監修 あかね書房 トリックアート図鑑 2015

## 論文
- Cinii

## 注
1. ↑  『だまし絵・錯視大事典』監修者紹介